# Ghiaccio XV
Il ghiaccio XV è una forma cristallina di ghiaccio, precisamente la forma con i protoni ordinati del ghiaccio VI. È creata raffreddando l'acqua intorno a 130 K a 1 GPa (9 820 atm).
Il comune ghiaccio d'acqua è noto come ghiaccio Ih (nella nomenclatura di Bridgman). Diversi tipi di ghiaccio, dal ghiaccio II al ghiaccio XV, sono stati prodotti in laboratorio a diverse temperature e pressioni.
Il 14 giugno 2009, Christoph Salzmann all'Università di Oxford e i suoi colleghi riferirono di aver creato il ghiaccio XV, segnalando che le sue proprietà differiscono significativamente da quelle previste. In particolare, il ghiaccio XV è antiferroelettrico anziché ferroelettrico come era stato previsto.